# 廟街 (香港)

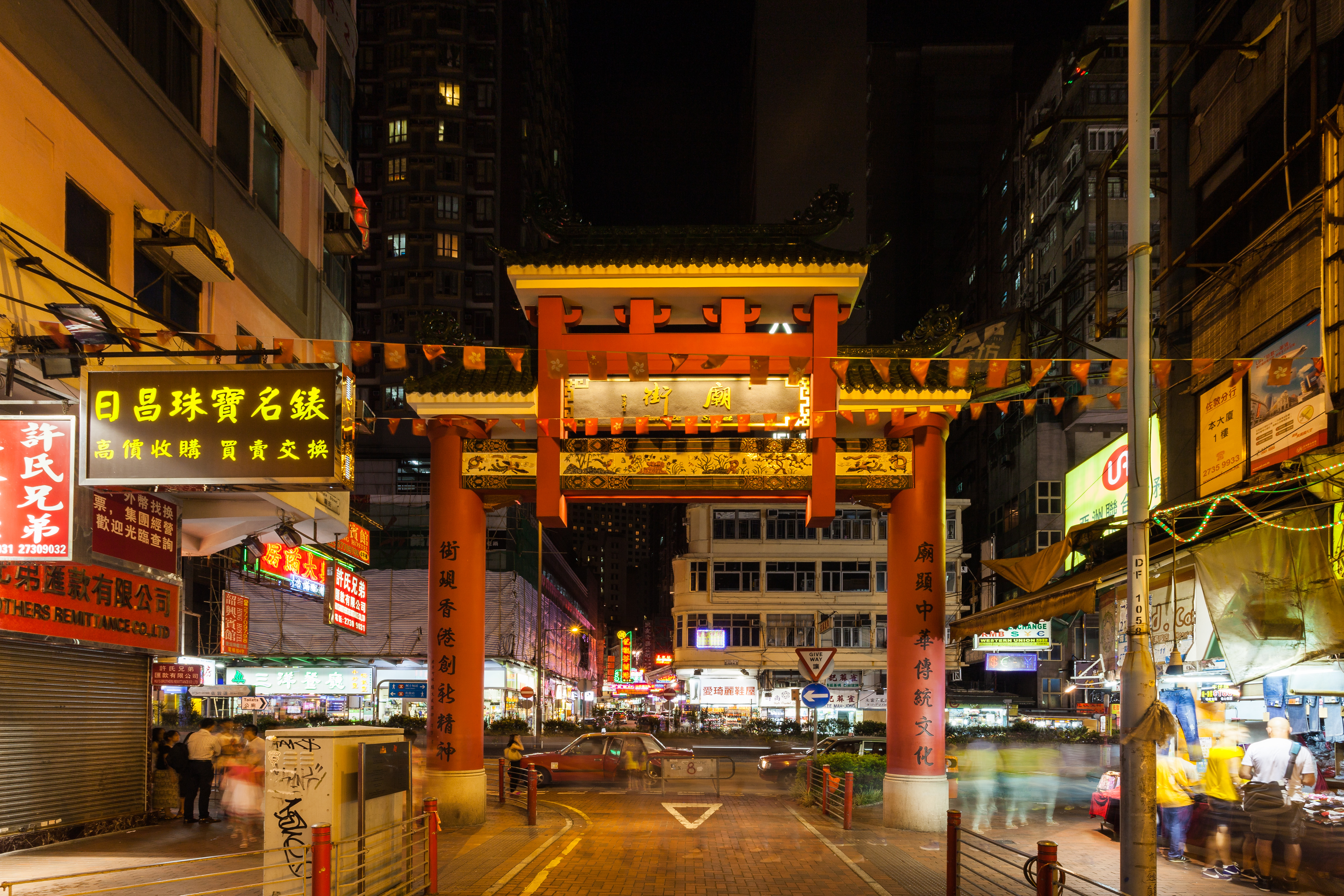
從佐敦道望向廟街夜市南端的牌樓

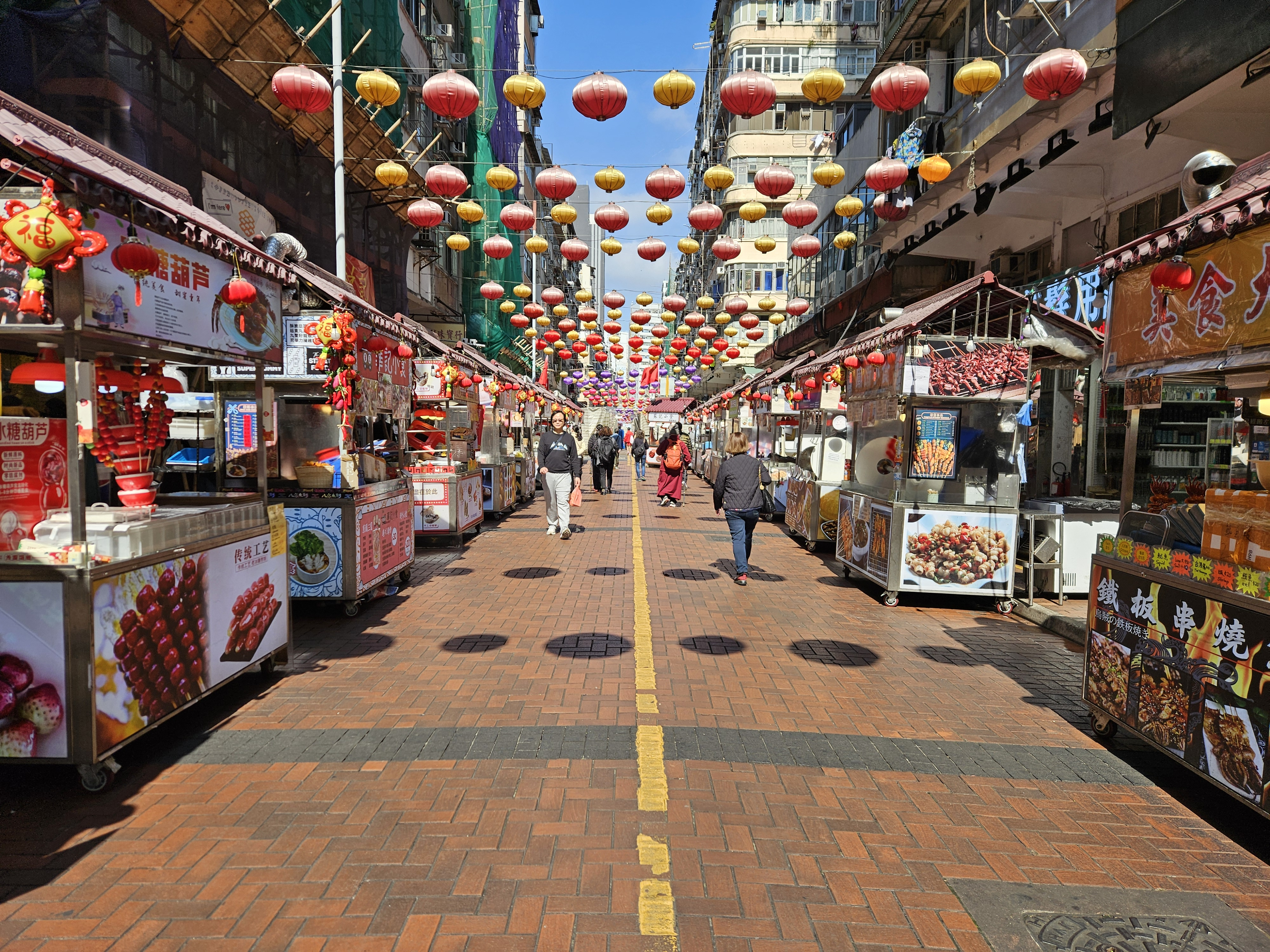
廟街近南京街

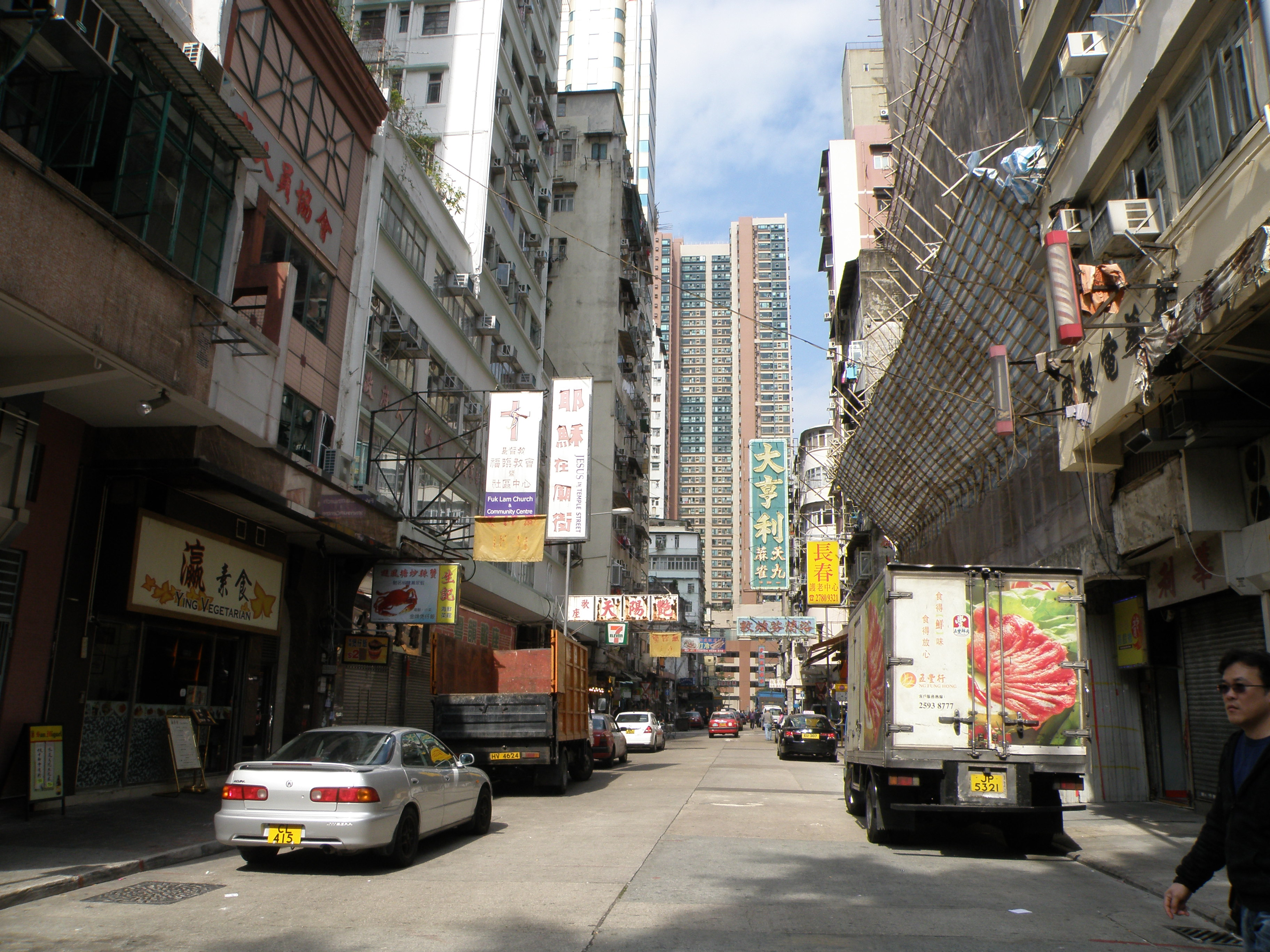
廟街北段

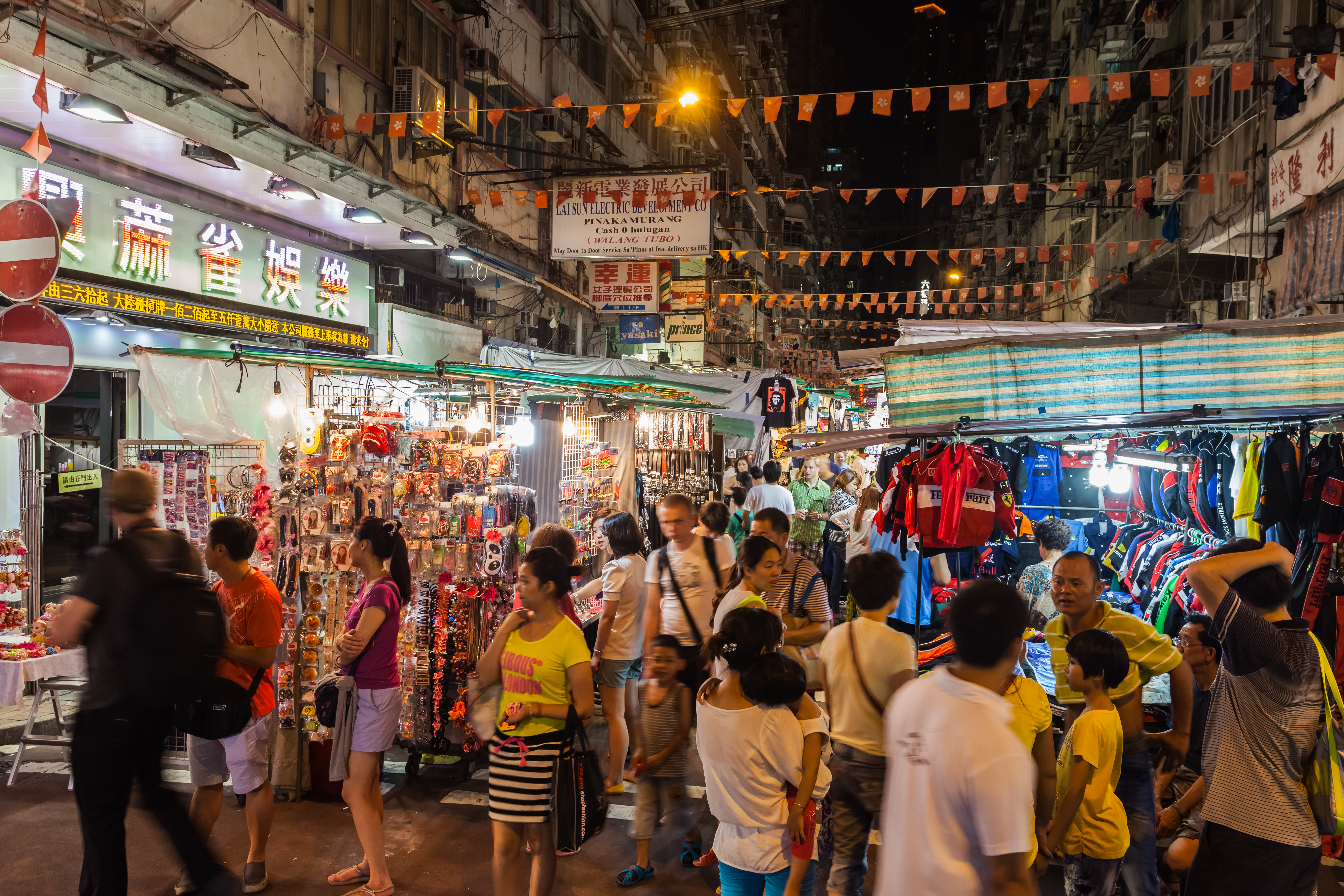
廟街夜市

廟街（英語：Temple Street）位於香港九龍油尖旺區中的油麻地，呈南北走向，連接及柯士甸道。廟街以售賣平價貨的夜市而聞名，被喻為香港的「平民夜總會」。由於廟街的性質與旺角的女人街相似，而到訪的人則以男性為主，故亦有「男人街」的稱號。廟街在一些年輕人的口中則俗稱為「老廟」。曾有不少電影及電視劇取景於此。

## 歷史

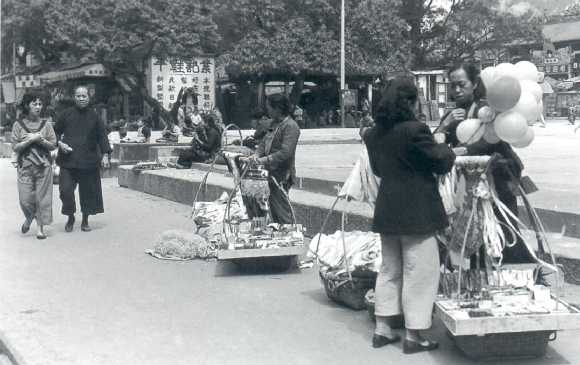
1950年的廟街

廟街早於1887年的九龍地圖上已有紀錄。當時廟街分為兩段，以油麻地天后廟為界，以北一段稱為「廟北街」，以南一段則稱為「廟南街」。由1920年代開始，天后廟對出的廣場（俗稱「榕樹頭」）開始發展成大笪地式的休憩場地，帶動了廟街附近不少販賣雜物及小食攤檔的存在。廣場對出一帶的街道眾坊街（英語：Public Square，以前曾譯作「公眾四方街」），也是由這個廣場得名的。
1968年，港英政府擬在天后廟的廣場的附近興建梁顯利社區服務中心，引起該處經營的200多個流動小販對搬遷安排的不滿。在油麻地街坊會及皇家香港警察協調後，政府決定在廟街及上海街近榕樹頭一帶劃出面積3呎乘4呎的攤位作安置之用，但須經過抽籤分配。
1975年3月，當時的香港市政局在廟街劃出「小販認可區」，使廟街原有的小販得到有系統的管理。廟街的小販認可區包括北段文明里至眾坊街一段，以及南段甘肅街至南京街一段，共有近600多個劃定位置供小販擺賣。攤位本來在傍晚開始營業，1998年中部份的營業時間更改由中午開始。
2023年，為振興香港疫後旅遊業，油麻地廟街將設立廟街美食街，為期4個至5個月。美食街亦會延長至榕樹頭公園，更會因應節日增加聖誕節以及新年的打卡位。

## 特色

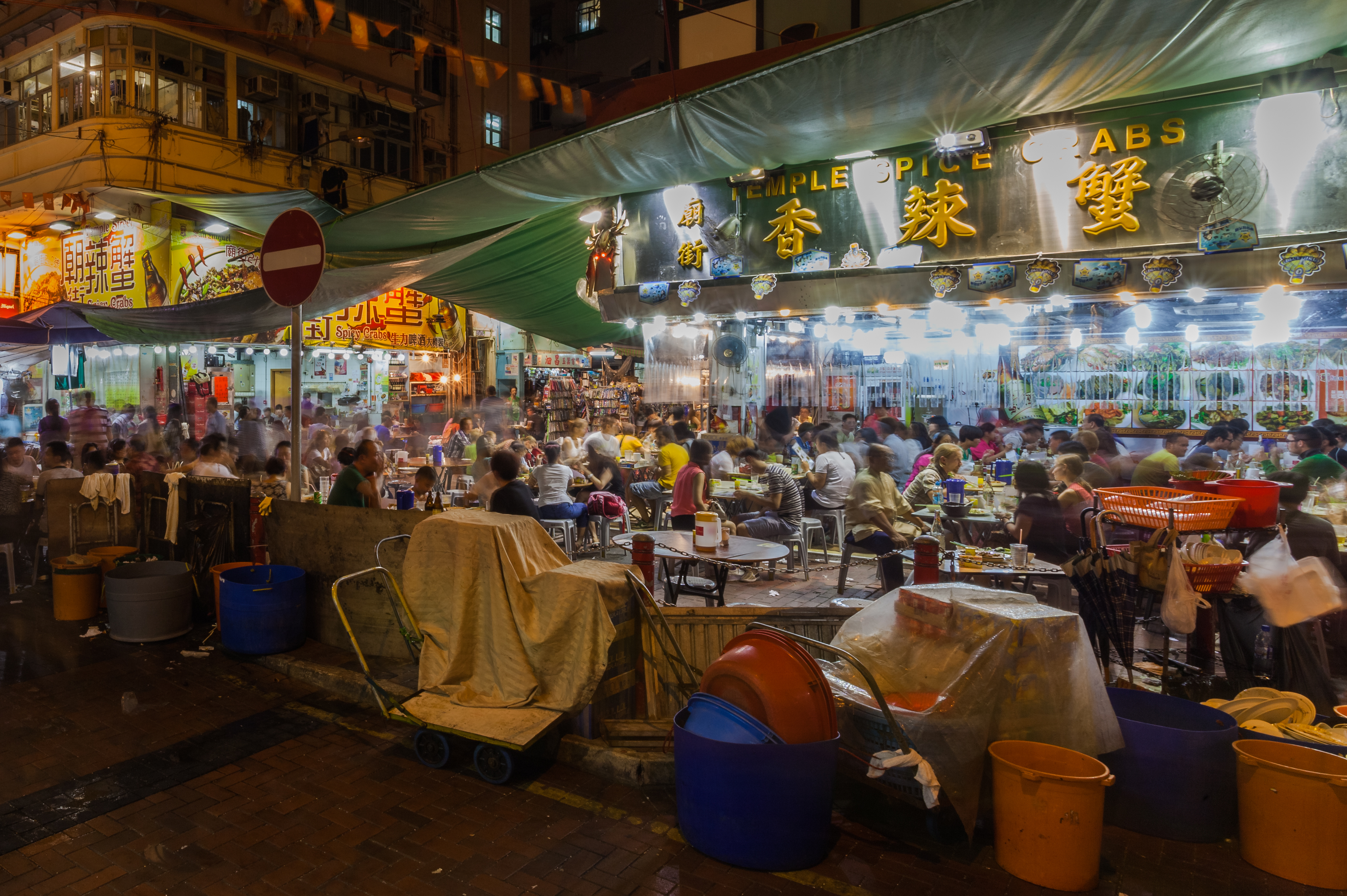
廟街的海鮮攤檔

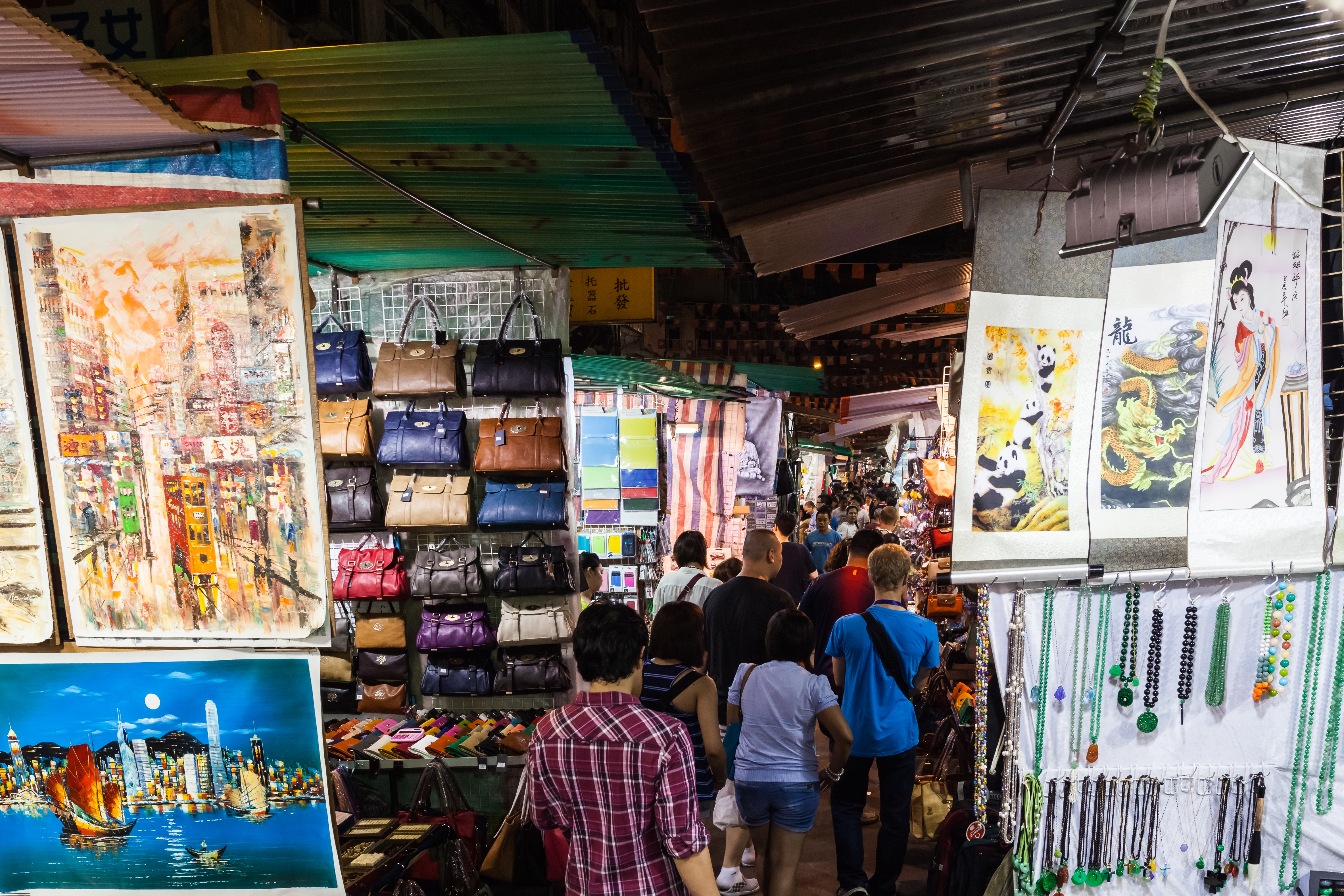
廟街的服裝攤檔

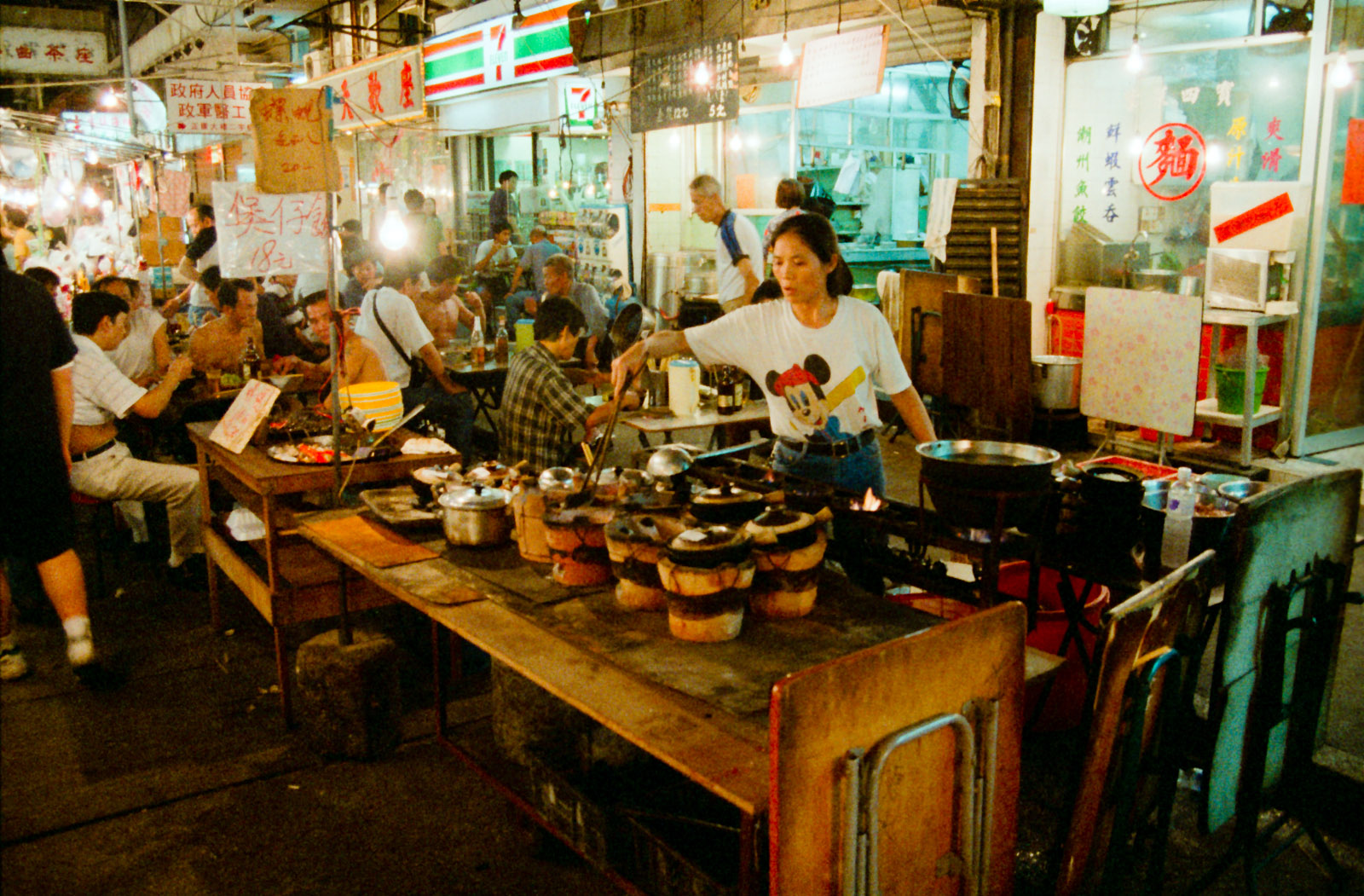
廟街的煲仔飯攤檔

每天從傍晚時份開始，廟街路邊的攤檔便會陸續開始營業。攤檔售賣的物品相當多元化，包括男性服裝、手工藝品、茶具、玉器、古董、廉價電子產品以至是成人用品都有。而在油麻地天后廟外有不少看相算命的攤檔，有時候附近還會有傳統粵劇表演。早年更曾有一些武師在此表演賣藝及賣藥。
除此之外，廟街內也有不少富有香港本土特色小食的攤檔，包括海鮮、煲仔飯及各類麵食等等。由於價錢大眾化，而且口碑不俗，故深受居民以及外地遊客歡迎。
廟街亦開設有一些麻雀館，部份已經有數十年歷史，甚有傳統文化特色，光顧的多屬老一輩人士。
造價達300萬港元的廟街牌坊於2010年12月18日晚上6時30分揭幕，牌坊位於庙街与佐敦道交界，高10.5公尺、闊8.9公尺，是香港第一座地標牌坊，剪綵儀式由民政事務總署署長陳甘美華主持從佐敦道向北望入廟街的牌樓對聯：「廟宇輝煌四海昇平千業盛；街衢熙攘九州物阜萬邦通。」從廟街向南望的牌樓對聯：「廟顯中華傳統文化；街現香港創新精神。」
- 前任廟街商會主席：陳錦榮[5]
- 前任廟街商會主席：陳錦榮[5]
- 現任廟街商會主席：陸興發

## 對媒體的影響
廟街在不少香港電影和一些有香港作為場景的外地電影均會出現，通常被描寫成為一個低俗、龍蛇混雜、充滿犯罪行為的地方。一些香港歌手在廟街特別受歡迎，其中包括尹光和夏金城。他們唱作出廟街的地道文化和平民心聲。

## 流行文化
- 1990年《廟街皇后》
- 1992年香港電影《廟街十二少》，以該街道作為故事場景
- 1993年《廟街十三妹》
- 1995年《廟街故事》
- 1996年周星馳電影 《食神》，主角流落廟街作為故事
- 1999年亞洲電視《縱橫四海》，主角流落廟街作為故事
- 2001年無綫電視的電視劇集《廟街·媽·兄弟》，以該街道作為故事場景
- 2009年《廟街公主》
- 2019年日本電影《信用欺詐師JP: 香港浪漫篇》，主角們以廟街為背景作開場白。
- 2020年《拆彈專家2》，其中一單炸彈發現案以「高空投擲腐蝕性液體傷人案」作為背景
- 2022年《神探大戰》，以該街道作為其中一單案件（油麻地飛屍案）的場景

## 高空投擲腐蝕性液體傷人案
繼旺角西洋菜南街行人專用區及銅鑼灣駱克道等鬧市於2008年下半年至2009年先後被腐彈狂攻陷後，於2010年1月9日晚上約9時40分，一名腐彈狂於廟街與南京街交界的一座唐樓天台向地下的大牌檔投下兩枚腐液彈，導致多人受傷，犯案的狂徒已被警方拘捕。

## 資料來源
- 《鏗鏘集-廟街行》，香港電台電視部(1982年)
- 香港旅遊發展局網站 （页面存档备份，存于）